# Diadegma neomajale
Diadegma neomajale là một loài tò vò trong họ Ichneumonidae.